# Menemerus marginalis
Menemerus marginalis là một loài nhện trong họ Salticidae.
Loài này thuộc chi Menemerus. Menemerus marginalis được Richard C. Banks miêu tả năm 1909.